# Тарасов Артем Михайлович
Артем Миха́йлович Тара́сов (4 липня 1950 — 22 липня 2017)  — російський підприємець, народний депутат РРФСР (1990), член Держдуми РФ 1-го скликання (12/12/1993 — 15/01/1996). Висувався кандидатом в президенти Росії на виборах 1996 року, але його не зареєструвала виборча комісія, що не дозволило йому взяти участь у виборах. Мешкав у Москві.
Тарасов відомий у Росії та за кордоном як перший легальний радянський мільйонер, котрому було виписано зарплату в 3 мільйони рублів за січень 1989 року в кооперативі «Техніка», який він і очолював. Відчуваючи неминучий арешт або знищення, Тарасов був вимушений виїхати до Лондона на початку 1991 року.
Повернувся знову на постійне проживання до Росії 2003 року.
Помер 22 липня 2017 року в Москві.

## Інша діяльність
Тарасов активно популяризував такі ідеї, як пам'ять води, надсвітовий зв'язок, вічний двигун (з ККД>100 %), радикальне омолодження людини та ін. Ці ідеї традиційно відносять до категорії псевдонауки. Тарасов стверджував, що активно підтримував відповідних винахідників, і вони нібито «вже освоїли ці технології, проте їм через різні причини відмовляють у визнанні»[джерело?]. Комісія РАН з боротьби зі лженаукою прирівняла діяльність Тарасова до діяльності агронома Т. Д. Лисенка. Тарасов стверджував, що публічна критика скандально відомого бізнесмена-винахідника Віктора Петрика пов'язана з тим, що того «замовили».